# Política Espacial de México
La política espacial de México es una política del Estado mexicano, independiente a las coyunturas políticas o económicas del país. Tiene como fin llevar al desarrollo científico, tecnológico e industrial en materia aeroespacial a nichos de oportunidad que permitan al país competir en el sector a nivel internacional y generar más y mejores empleos. Asimismo, busca abrir nuevos espacios para el desarrollo de emprendedores nacionales.
Esta Política Espacial de México se define a través de líneas generales que son formuladas, propuestas y ejecutadas por la Agencia Espacial Mexicana, las cuales son llevadas a la práctica a través del Programa Nacional de Actividades Espaciales. Las primeras Líneas Generales de la Política Espacial de México fueron acordadas por Dionisio Pérez Jácome, presidente de la Junta de Gobierno de la Agencia Espacial Mexicana y secretario de Comunicaciones y Transportes, el 13 de julio de 2011, las cuales son el resultado de la realización de cuatro foros y mesas de trabajo los cuales se realizaron entre octubre de 2010 y enero de 2011, más un foro de conclusiones en el que se presentaron dichos lineamientos.

## Marco legal
Los instrumentos de la Política Espacial de México se establecen en el artículo 3º de la Ley que crea la Agencia Espacial Mexicana que son:
- La selección de alternativas tecnológicas para la solución de problemas nacionales;
- El desarrollo de soluciones propias para problemas específicos;
- La utilización de información y tecnología generada en las áreas espaciales y relacionadas, que sean de interés y para el beneficio de la sociedad mexicana;
- Negociaciones, acuerdos y tratados internacionales en materias relacionadas con las actividades espaciales;
- Las investigaciones en materia espacial y la formación de recursos humanos de alto nivel, así como la infraestructura necesaria para dicho fin;
- El reconocimiento de la importancia que para la economía, la educación, la cultura y la vida social, tiene el desarrollo, apropiación y utilización de los conocimientos científicos y desarrollos tecnológicos asociados a la investigación espacial;
- El intercambio académico entre instituciones de investigación científica y tecnológica nacionales y extranjeras;
- El intercambio científico, tecnológico y de colaboración con otras agencias espaciales;
- La participación de las empresas mexicanas con la capacidad tecnológica necesaria para proveer de equipos, materiales, insumos y servicios que requieran proyectos propios o de agencias con las que se tengan protocolos de intercambio y colaboración; y
- La adecuación del sector productivo nacional para participar y adquirir competitividad en los mercados de bienes y servicios espaciales.

## Foros y mesas de consulta
Anexo:Foros de consulta para la Política Espacial de México
Con el fin de que todos los sectores de la sociedad mexicana participaran en el establecimiento de la Política Espacial de México, la misma Ley estableció que la Junta de Gobierno de la Agencia Espacial Mexicana (AEM) debería convocar a foros y mesas de trabajo con el fin de formular sus líneas generales.
La convocatoria emitida por la Agencia Espacial Mexicana estableció que se celebrarían 4 foros con duración de hasta de dos días, más un foro de conclusiones. La temática establecida para cada foro fue la siguiente:
- Desarrollo industrial.- Organizado por la Academia de Ingeniería realizado en la ciudad de Querétaro los días 28 y 29 de octubre de 2010.
- Relaciones internacionales y marco legal.- Organizado por la Secretaría de Relaciones Exteriores realizado en la ciudad de Pachuca los días 15 y 16 de noviembre de 2010. Este foro coincidió con la celebración de la VI Conferencia Espacial de las Américas (CEA) organizada por la misma Secretaría en la misma ciudad del 15 al 19 de noviembre de 2010.
- Investigación científica y tecnológica.- Organizado por la Universidad Nacional Autónoma de México realizado en Ensenada los días 13, 14 y 15 de diciembre de 2010.
- Formación de recursos humanos.- Organizado por el Instituto Politécnico Nacional ha celebrado en Puerto Vallarta los días 27, 28 y 29 de enero de 2011; y
- Conclusiones.- Organizado por la Secretaría de Comunicaciones y Transportes en la Ciudad de México. Se planteó en la convocatoria que se celebraría durante el mes de febrero de 2011; sin embargo este foro fue pospuesto hasta el 13 de julio de 2011.

## Líneas Generales
Las Líneas Generales de la Política Espacial de México fueron propuestas por la Junta de Gobierno de la Agencia Espacial Mexicana y acordadas y publicados por Dionisio Pérez Jácome, secretario de Comunicaciones y Transportes, el 13 de julio de 2011. Éstas se agrupan en los siguientes 13 rubros:
1. Rectoría del Estado en la materia
- Asumir la rectoría del Estado en materia espacial, a través de la formulación y ejecución de la política espacial y del Programa Nacional de Actividades Espaciales de México, orientados a preservar la soberanía nacional y los intereses del país en la exploración y explotación del espacio.
- Formular planes de trabajo que comprendan tanto la canalización de apoyos de diverso orden a entidades activas en la materia, como la creación de nuevos órganos e instancias de investigación, desarrollo e innovación en materia espacial y en la formación de recursos humanos en las ciencias y tecnologías del espacio.
- Mantener una política de Estado en materia espacial, para establecer objetivos de corto, mediano y largo plazo que puedan adecuarse a coyunturas y mantengan su continuidad en el tiempo.

2. Autonomía del país en la materia
- Definir y conducir los diversos programas de acción en materia espacial, con el imperativo de lograr el desarrollo de capacidades científicas, tecnológicas, educativas, industriales y de servicios en ese y otros sectores relacionados, de la actividad nacional.
- Integrar y coordinar el desempeño de todos los agentes institucionales dedicados a la actividad espacial, para consolidar una base nacional capaz de alternar con las entidades extranjeras e internacionales en la materia.

3. Protección a la soberanía y seguridad nacional
- Privilegiar proyectos que coadyuven a la solución de problemas nacionales.
- Colaborar con las instancias responsables de la seguridad nacional en el diseño de estrategias, acciones e instrumentos que aprovechen las tecnologías espaciales para fortalecer la seguridad y soberanía nacionales.
- Establecer mecanismos interinstitucionales permanentes de vigilancia y supervisión, con la participación de las dependencias que integran el Consejo de Seguridad Nacional, con el fin de que la industria espacial de México tenga un desarrollo acorde con lo que establece la Ley de Seguridad Nacional.

4. Protección de la población
- Aprovechar la ciencia y tecnología espaciales para mejorar la protección de la población mexicana frente a fenómenos naturales, riesgos a la seguridad nacional, amenazas biológicas y cualquier otro que desafíe la integridad del territorio y sus habitantes.

5. Sustentabilidad ambiental
- Promover el desarrollo de la ciencia y tecnología espacial en coordinación con las Dependencias Gubernamentales responsables de este tema, para lograr un uso racional de los recursos naturales y garantizar la sustentabilidad ambiental en el largo plazo.

6. Investigación, desarrollo científico, tecnológico e innovación
- Impulsar la investigación científica, el desarrollo tecnológico y la innovación en el área espacial de manera coordinada con las instituciones de educación, investigación, desarrollo tecnológico e innovación, tanto en el sector público como en el privado. Esto incluye el aprovechamiento y, en su caso, la creación de organismos de investigación, formación profesional, desarrollo tecnológico einnovación en el campo aeroespacial.

7. Desarrollo del sector productivo
- Impulsar el desarrollo del sector productivo a través de su vinculación con el gobierno e instituciones académicas, articulando cadenas de valor que incrementen su competitividad y estimulen la generación de empleos, utilizando las vocaciones y capacidades de las diferentes regiones del país.
- Promover proyectos que integren tecnología nacional para estimular la participación y profesionalización de recursos humanos altamente calificados en los procesos de diseño, construcción y operación de equipos e instalaciones aeroespaciales.
- Fomentar la creación de nuevas empresas derivadas de los desarrollos tecnológicos espaciales.
- Transferir la experiencia de los desarrollos aeroespaciales al resto de la economía.

8. Formación de recursos humanos
- Diseñar e instrumentar una estrategia de formación de recursos humanos con la participación de instituciones nacionales e internacionales, con el fin de impulsar el desarrollo de la capacidad científica y tecnológica nacional.
- Crear programas educativos desde el nivel básico, con un enfoque de aprendizaje basado en problemas y proyectos aeroespaciales, en colaboración con las entidades correspondientes.

9. Coordinación, reglamentación y certificación
- Coordinar los esfuerzos realizados por los distintos actores en materia aeroespacial.
- Organizar y vincular mediante redes a los diferentes sectores que participan en el ámbito aeroespacial.
- Promover la creación de una normatividad acorde con la dinámica del sector que facilite su desarrollo.
- Coordinar el desarrollo de sistemas de normalización, acreditación y certificación en la materia, en colaboración con las dependencias nacionales y organismos extranjeros e internacionales competentes.

10. Cooperación internacional
- Participar en las actividades regionales e internacionales en materia espacial, en colaboración con las dependencias federales competentes.
- Establecer los mecanismos de cooperación internacional y transferencia tecnológica para beneficio de entidades públicas y privadas que conforman las cadenas productivas del sector espacial, en colaboración con las dependencias federales competentes.
- Promover la suscripción de convenios internacionales de cooperación técnica y científica, en coordinación con las instancias competentes, preservando la soberanía nacional del Estado mexicano.

11. Divulgación de actividades aeroespaciales
- Sensibilizar a la sociedad sobre la importancia que tiene el desarrollo, apropiación y utilización de los conocimientos científicos y tecnológicos asociados a la actividad aeroespacial.
- Fomentar la cultura del conocimiento del espacio, para que las nuevas generaciones se involucren desde temprana edad en esta materia.

12. Financiamiento
- Crear y promover, en los sectores público y privado, los instrumentos que garanticen el soporte presupuestal de la Agencia Espacial Mexicana, con el fin de dar continuidad al Programa Nacional de Actividades Espaciales, como parte de una política de Estado de largo plazo.

13. Organización y gestión
- Crear y promover mecanismos de vinculación y participación de representantes de las organizaciones gubernamentales, no-gubernamentales, industrias espaciales privadas y los expertos que a título personal puedan emitir recomendaciones técnicas y especializadas a la Junta de Gobierno y al director general de la Agencia Espacial Mexicana, con objeto de enriquecer el desarrollo de la actividad espacial de México.

## Revisión de las Líneas Generales
La Junta de Gobierno de la Agencia Espacial Mexicana estableció la revisión y actualización periódica de las Líneas Generales de la Política Espacial de México. La primera revisión se hará en el cuarto bimestre de 2012 y posteriormente se hará una por lo menos cada cuatro años.

## Programa Nacional de Actividades Espaciales
Una vez definida la Política Espacial de México se nombrará al director general de la Agencia Espacial Mexicana quien durante los primeros 90 días de su administración, elaborará el Programa Nacional de Actividades Espaciales que presentará a la Junta de Gobierno para que sea aprobada dentro de los siguientes 90 días.